# NGC 5264
NGC 5264, còn được gọi là DDO 242, là một thiên hà không đều trong chòm sao Trường Xà. Nó là một phần của nhóm M83 thuộc Nhóm Centaurus A / M83,  nằm cách xa 15 triệu năm ánh sáng (4,5 megapixel).  Thiên hà được phát hiện vào ngày 30 tháng 3 năm 1835 bởi John Herschel và nó được mô tả là "rất mờ, khá lớn, tròn, rất sáng ở giữa" bởi John Louis Emil Dreyer, người biên soạn Danh mục Tổng quát mới.
NGC 5264 được chụp bằng Kính viễn vọng Không gian Hubble vào năm 2016. Thiên hà tương đối nhỏ: đó là một thiên hà lùn, một loại thiên hà nhỏ hơn nhiều so với các thiên hà xoắn ốc bình thường và các thiên hà hình elip. Trên thực tế, nó chỉ rộng nhất 11000 năm ánh sáng (3300 Parsec);  thiên hà của chúng ta, Milky Way, so sánh, lớn hơn khoảng mười lần. Những thiên hà lùn như thế này thường có khoảng một tỷ ngôi sao. NGC 5264 cũng có màu tương đối xanh; đây là từ nó tương tác với các thiên hà khác, cung cấp cho nó khí để hình thành sao.